# Барнав, Антуан
Антуан Пьер Жозеф Мари Барнав (фр. Antoine-Pierre-Joseph-Marie Barnave; 22 октября 1761, Гренобль — 29 ноября 1793, Париж) — французский адвокат; политический деятель эпохи Великой французской революции, сторонник конституционной монархии, депутат Национального собрания в 1789—91 годах; гильотинирован по приговору Революционного трибунала.

## Детство и юность
Антуан Барнав родился 22 октября 1761 года в Гренобле, в провинции Дофине. Отец Барнава занимал должность консисториального адвоката и пользовался привилегиями т. н. «дворянства мантии». Его мать принадлежала к родовому дворянству, «дворянству шпаги».
Антуан получил разностороннее домашнее образование; как и многие представители французской интеллигенции второй половины XVIII века, он изучал труды просветителей — Руссо, Вольтера, Монтескьё. Под их влиянием (и главным образом под влиянием идей Монтескьё) сформировались общественно-политические приоритеты Барнава.

## Начало политической карьеры
В 1783-м, по примеру отца, Антуан становится адвокатом. В том же году на заседании парламента Гренобля Барнав выступает с речью «О разделении властей», в которой нашли выражение его либеральные взгляды. Речь принесла молодому адвокату известность по всей Франции. Сам Барнав впоследствии писал, что «эта маленькая работа представляла без сомнения весьма слабый набросок на необъятную тему, но она дышала страстью к свободе».
С конца 1780-х годов Барнав всё больше занимается политикой. В 1788 году он принимает активное участие в противостоянии гренобльского парламента с королём, который попытался ограничить полномочия парламента и городской магистратуры. Вместе с отцом Барнав принимал участие в собрании трёх сословий Дофине в замке Визиль 21 июля 1788 года. В это же время он пишет несколько брошюр, в которых выступает против абсолютной монархии и отстаивает права третьего сословия и парламентов. Наиболее известная из них — «Дух эдиктов» (название перекликается с названием знаменитого труда Монтескьё «О духе законов»), где Барнав, среди прочего, высказывается за созыв Генеральных штатов.
Таким образом, к 1789 году Барнав получил известность как активный сторонник изменения политической системы Франции и противник абсолютизма. Благодаря своей репутации он был избран депутатом Генеральных штатов от Гренобля.

## Барнав в составе Генеральных Штатов
С самого начала работы Генеральных Штатов Барнав принимает активное участие в борьбе представителей третьего сословия с депутатами от дворянства и духовенства и придворной партией. 14 мая он был избран комиссаром депутатов третьего сословия для ведения переговоров о слиянии сословий; 12 июня Барнав составляет адрес на имя короля, принятый на общем голосовании его коллег, с просьбой удовлетворить их требования о проведении совместных заседаний всех трёх сословий. Несмотря на то, что этот адрес был составлен в хвалебных тонах, Людовик XVI не пожелал его удовлетворить и попытался силой не допустить продолжения «бунта». В ответ депутаты от третьего сословия по предложению Сийеса объявили себя Национальным собранием; 20 июня они постановили не расходиться до тех пор, пока не составят конституцию Франции. Обострение противоречий между королём и Штатами привели к их прямому конфликту, который стал причиной событий 12—14 июля и начала Великой французской революции.

## Барнав в составе Национального собрания
Барнав быстро становится одним из наиболее популярных вождей Революции наряду с Лафайетом, Байи, Мирабо, Сийесом. Он входит в число лучших ораторов Национального собрания; в отличие от других депутатов, Барнав не составлял свои речи заранее, а импровизировал, предварительно изучив тему выступления. Современники отмечали, что из всех членов Собрания соперничать с Барнавом в ораторском искусстве (и зачастую одерживать над ним верх) мог только Мирабо. Демулен писал, что «на важных заседаниях Национального Собрания оставляют всегда на десерт речь Барнава, и после него дебаты прекращаются».
В Собрании Барнав сблизился с двумя депутатами — Адриеном Дюпором и Александром Ламетом. Довольно скоро их стали называть «триумвиратом». Барнав, Дюпор и Ламет возглавили группу либерально настроенных депутатов Ассамблеи, которым противостояли «монархисты» — сторонники сильной королевской власти — во главе с Мунье и Малуэ. На дебатах осени 1789 года «триумвират» и его последователи одержали верх над монархистами: был введён однопалатный парламент, члены которого избирались «активными» гражданами Франции (монархисты настаивали на двухпалатном, по английскому образцу) и принят декрет о суспенсивном (ограничивающем), а не абсолютном, вето короля. После своего поражения Мунье эмигрировал в Савойю, а его соратники перестали играть заметную роль в Собрании и в революции в целом. До конца работы Национального собрания влияние Барнава, Дюпора и Ламета на его работу было преобладающим.
Барнаву приписывают фразу, якобы сказанную им по поводу варварской расправы парижских санкюлотов над Фулоном и Бертье де Савиньи (бывшими королевскими откупщиками, люто ненавидимыми в народе) 22 июля 1789 года: «Так ли чиста эта кровь, в которой обвиняют народ?» Эти слова впоследствии дали основание многим политическим противникам Барнава, например, Малуэ, обвинить его в жестокости и кровожадности. Сам Барнав, опровергая подобные обвинения, так высказывался на этот счёт:
Я всегда считал одним из важнейших качеств человека способность сохранять хладнокровие в момент опасности, и я даже отношусь с известным презрением к тем, кто проливает слезы, когда надо действовать; но, признаюсь, презрение переходит у меня в глубокое негодование, когда я вижу, что чувствительность является лишь театральным приемом.
Раньше, чем в Ассамблее говорили об этом событии, Деменье показал мне письмо, в котором ему сообщали о нем… Немного спустя Лалли выступил со своим обвинением… он говорил о себе, о своей чувствительности, о своем отце и кончил тем, что предложил прокламацию.

Тогда я поднялся. Признаюсь, что я был крайне раздражен и… чувство, которое я выразил, увлекло меня, быть может, слишком далеко. Я сказал, что события эти опечалили меня, но что я не думаю, чтобы из-за них следовало отказаться от революции; что при всех революциях бывают несчастья, что надо, быть может радоваться, что в данном случае дело обошлось небольшим числом жертв… что… законодателям больше подобает изыскать действительные средства прекращения зла, чем заниматься оханьем; что та часть народа, которая совершает убийства, навряд ли почувствует все красоты прокламации… Таков точно переданный факт, которым ненависть и партийное пристрастие воспользовались с таким успехом, что я с тех пор встречал многих лиц, которые, составив себе полное мнение о моей личности на основании этих нескольких слов, удивлялись, что не находят во мне ни физиономии, ни голоса, ни манер кровожадного человека.
В сентябре 1790 года Барнав вместе с Дюпором, А.Ламетом и Петионом вошёл в конституционный комитет Собрания, членами которого уже были Сийес, Талейран и несколько других депутатов. С этого момента работа над будущей конституцией проходила под контролем и при непосредственном участии «триумвирата».

## Барнав в Якобинском клубе
В конце 1789 года Барнав и ещё ряд депутатов Собрания основали политическое общество, которому было суждено войти в историю революции — Якобинский клуб. Как и в Национальном собрании, либеральную политическую позицию клуба определял «триумвират» и его сторонники, составлявшие большинство членов. Барнав, Дюпор и Ламет лично контролировали главные органы Парижского клуба — комиссию администрации и финансов, комиссию приёма новых членов, комитет переписки с аффилированными обществами. Устав Клуба был составлен Барнавом и принят общим голосованием в феврале 1790 года.
Однако весной 1791 года в Якобинском клубе усилилось его левое крыло, возглавляемое Бриссо, Петионом и Робеспьером. Принадлежавшие к нему якобинцы требовали пересмотра некоторых статей конституции, касавшихся избирательного законодательства, и ужесточения политики по отношению к церкви. Сильно подорвали популярность Барнава и Ламета майские дебаты о предоставлении гражданских прав цветному населению французских колоний, когда Барнав и Ламет высказались против. Влияние «триумвирата» начинает идти на спад.
Окончательный раскол между Барнавом, Ламетом и Дюпором, с одной стороны, и сторонниками радикализации революционного движения, с другой, произошёл в ходе так называемого «Вареннского кризиса».

## «Вареннский кризис»
В июне 1791 года Людовик XVI с семьей предпринял попытку бегства из Франции, но был задержан в Варенне и отправлен обратно в Париж. Национальное собрание решило послать навстречу процессии, сопровождавшей короля в столицу, трёх своих членов — Барнава, Петиона и де Латур-Мобура. Цель этой меры — оградить короля от возможного насилия со стороны толпы.
После вареннских событий в Париже, среди депутатов Собрания, журналистов и членов политических клубов, начались бурные споры о дальнейшем ходе революции и политическом будущем Франции. Радикальные члены Якобинского клуба — Петион, Бриссо — и Клуба кордельеров (Демулен) высказывались за низложение короля и установление республики. Правое крыло якобинцев во главе с «триумвиратом» выступало в защиту конституционной монархии и Людовика XVI.
14 июля Дюпор выступил с речью в Собрании, в которой он отстаивал принцип монархии и политической неприкосновенности короля. 15 июля с большой программной речью выступил Барнав; он призывал к умеренности и соблюдению действовавших законов. Основная мысль Барнава сводилась к следующему:
Ответственность должна быть двоякая, потому что король может совершить двоякого рода преступления: гражданские и политические... Что касается политического преступления… неприкосновенность прекращается лишь с лишением престола. Король может перестать быть неприкосновенным, только перестав быть королём…
Я уже говорил, что не боюсь нападения иностранных государств и французских эмигрантов и также искренне утверждаю сейчас, что я боюсь продолжения беспорядков и волнений, которые всегда будут существовать у нас до тех пор, пока революция не будет окончательно и мирно завершена. Нам не могут причинить никакого зла извне, но нам причиняют огромное зло изнутри, когда нас возбуждают гибельными идеями, когда… призрачные опасности доставляют некоторое доверие людям, пользующимся им для того, чтобы беспрестанно возмущать народ. Нам причиняют огромное зло, когда продолжают до бесконечности это революционное движение, которое уже разрушило все то, что можно было разрушить…

В настоящий момент, господа, все должны чувствовать, что общий интерес заключается в том, чтобы революция остановилась. Те, которые потерпели от революции должны сказать себе, что невозможно заставить её повернуть обратно и что поэтому… ничего более не остается, как её укрепить; те же, которые революцию совершили и которые её хотели, должны признать, что она достигла своего предела и что благо и слава их родины требуют, чтобы она не продолжалась далее.
После доклада Барнава Национальное собрание признало короля невиновным в государственной измене в силу конституционного принципа неприкосновенности его особы.
16 июля Якобинский клуб принял петицию, адресованную Собранию, с требованием, чтобы оно «приняло от имени нации отречение Людовика XVI от престола и позаботилось о его замене при помощи всех конституционных средств». В ответ на это Барнав, Дюпор, Ламет и ещё 300 депутатов Национального собрания вышли из Якобинского клуба и основали Клуб фельянов, мотивируя свой поступок тем, что левое крыло якобинцев нарушило устав клуба.
Фельяны стояли на конституционно-монархических позициях. Членами клуба стали также мэр Парижа Байи и Главнокомандующий Национальной гвардией Жильбер де Лафайет.
17 июля отряды Национальных гвардейцев под командованием Лафайета расстреляли мирную демонстрацию парижан, которые на Марсовом поле подписывали другую петицию с требованием низложения короля. В результате рост республиканских настроений на время прекратился, но фельяны быстро стали крайне непопулярны в столице и провинции (филиалы клуба были очень малочисленны) и не смогли послужить надежной опорой королевской власти. Резко упала и популярность их лидеров, в том числе Барнава, бывших до того «богами» революционного Парижа.

## Конец жизни
В начале сентября 1791 года Национальное собрание приняло конституцию Франции — вторую в истории Европы — и объявило о прекращении своей работы. Однако перед роспуском Собрание приняло декрет, против которого Барнав горячо протестовал, находясь в абсолютном меньшинстве — согласно этому декрету депутаты Национального собрания не имели права быть избранными в Законодательное собрание, которое должно было прийти на смену учредителям.
После окончания работы Собрания Барнав провёл несколько месяцев в Париже, а затем, побывав на аудиенции у короля, в январе 1792 года вернулся в Гренобль и отошёл от активной политической деятельности.
10 августа 1792 года восставшие санкюлоты взяли Тюильрийский дворец, бывший резиденцией Людовика XVI. Среди бумаг короля были найдены документы, изобличавшие Мирабо и Барнава в сношениях с двором, что и послужило поводом для ареста бывшего депутата от Дофине. 15 августа он был взят под стражу прибывшими из Парижа жандармами и препровождён в тюрьму Гренобля. Там Барнав просидел около десяти месяцев, позднее он содержался в крепости Барро и ещё нескольких тюрьмах.
В ноябре 1793 года Барнав был переведён в Париж, в тюрьму Аббатства, а затем в Консьержери. 28 ноября он предстал перед судом революционного трибунала и был приговорён к смертной казни. На следующий день, 29 ноября 1793 года (9 фримера II года Республики), Барнав был гильотинирован на Гревской площади.

## Вклад в общественные науки
После возвращения в Гренобль Барнав занялся написанием мемуаров и сочинений на общественную тематику. Самое известное историко-философское произведение Барнава — «Введение во Французскую революцию». В нём Барнав рассматривает историю развития человеческой цивилизации с древнейших времён до конца XVIII века и её зависимость от различных факторов. Барнав показывает, как прогресс в науке и технике и рост населения приводят к смене экономической формации общества, а это, в свою очередь, вызывает изменения в государственном устройстве.
Барнав был одним из первых европейских мыслителей, кто отмечал большую роль демографического детерминизма в развитии общества. Также он подробно останавливался на влиянии, которое оказывает географическое положение страны на её политический строй.
Называющий А. Барнава «одним из самых интересных и глубоких французских мыслителей века Просвещения», Л. Е. Гринин отмечает: «Его идеи, к сожалению, остались современникам неизвестными, так как его произведения были опубликованы только через 50 лет после смерти автора на эшафоте».

## Основные сочинения
- «Дух эдиктов» (Esprit des édits)
- «Введение во Французскую революцию» (Introduction a la Révolution Française)
- «Политические размышления о Революции» (Réflexions politiques sur la Révolution)

## Факты
- После начала работы Генеральных Штатов Барнава прозвали «Барнавом-Нарциссом», за молодость и красоту, а после инцидента с Фулоном и Бертье — «Барнавом-Нероном».
- Осенью 1789 года Барнав дрался на дуэли с другим депутатом Национального собрания — драгунским капитаном Жаком Антуаном Казалесом, сторонником сохранения сословных привилегий. Никто из участников дуэли не был даже ранен; пуля Барнава задела шляпу Казалеса.
- И при жизни Барнава, и после его смерти ходили упорные слухи о романе депутата с королевой Франции Марией-Антуанеттой, который якобы начался во время путешествия из Варенна в Париж, когда королевская семья, Барнав и Петион ехали в одной карете. Эти слухи не находят подтверждения ни в мемуарах Барнава, ни в мемуарах Петиона.
- Бумаги (дневники, письма, сочинения), оставшиеся после Барнава, впервые были опубликованы во Франции в 1843 году; они составили четыре тома.